# Clubiona minuscula
Clubiona minuscula là một loài nhện trong họ Clubionidae.
Loài này thuộc chi Clubiona. Clubiona minuscula được Hercule Nicolet miêu tả năm 1849.